# Bambi-Verleihung 2011
Die 63. Bambi-Verleihung fand am 10. November 2011 in den Rhein-Main-Hallen in Wiesbaden statt. Sie wurde live in der ARD übertragen. 

## Veranstaltung
6 Millionen Zuschauer sahen die Bambi-Verleihung, was einem Marktanteil von 20,5 % entspricht.

### Moderation
Das Konzept der sehr zurückhaltenden Moderation aus dem Vorjahr wurde auch 2011 wieder verfolgt, allerdings wurde der Begriff Gastgeberin dafür nicht mehr verwendet. Die Rolle übernahm Gwyneth Paltrow, die – ebenso wie im Vorjahr Sarah Jessica Parker – außerdem eine Laudatio hielt und einen Bambi bekam, letzteren in der Kategorie Film International. Die Süddeutsche Zeitung meinte dazu, es sei unklar geblieben, „ob die stets ein wenig britisch wirkende Amerikanerin "The Bämbi Awards" ein bisschen moderierte, weil sie den Bämbi bekam, oder ob sie den Bämbi bekam, weil sie ein bisschen moderierte.“

### Der Publikums-Bambi
Der Publikums-Bambi 2011 wurde in der Kategorie Beliebtester TV-Mehrteiler ermittelt. Nominiert waren Gottes mächtige Dienerin, Hindenburg, Der Mann mit dem Fagott, Die Säulen der Erde und Schicksalsjahre. Den Preis nahmen David Rott, Ulrich Noethen und Christian Berkel für Der Mann mit dem Fagott entgegen.

### Stille Helden und der Sonderpreis der Jury
Auch 2011 wurden wieder Nichtprominente mit Bambis ausgezeichnet. In der Kategorie Stille Helden wurden drei Personen geehrt, die sich um hilfsbedürftige Kinder kümmern. Stefan Bruhn unterstützt in seiner Freizeit den Verein KinderLeben durch Mitarbeit in dessen Tages-Kinderhospiz. Birgit Martschin nimmt Neugeborene für maximal 18 Wochen bei sich auf, bis sich die Mütter entscheiden, dass Baby zurückzunehmen oder sich eine Adoptivfamilie findet. Leines Gaworski schließlich baute mit dem von ihm initiierten Verein Hazienda Arche Noah einen behindertengerechten Abenteuerspielplatz für kranke Kinder.
Der Sonderpreis der Jury ging 2011 ebenfalls an einen nicht prominenten „Helden“. Der Soldat Ralf Rönckendorf rettete in Afghanistan einem Kameraden das Leben. Dabei zog er sich eine Augenverletzung zu, die ihn erblinden ließ.

### Johannes Heesters
2007 hatte Patricia Riekel dem damals fast 104 Jahre alten Johannes Heesters ein Bambi überreicht und ihm außerdem gesagt, er würde nun jedes Jahr einen bekommen. Dieses Versprechen wurde gehalten, so dass Heesters 2011 seinen zehnten Bambi erhielt. Allerdings wurde die Verleihung zuletzt außerhalb der Veranstaltung durchgeführt, sodass die erhaltenen Bambis nicht mehr in der Show erwähnt wurden – und nicht immer in den Siegerlisten erscheinen. Der zehnte Bambi war allerdings Heesters letzter, da er Ende Dezember 2011 im Alter von 108 Jahren verstarb.

### Bushido und der Bambi fürIntegration
Was hat sich Burda bei dem Beschluss, dem Rapper Bushido 2011 den Bambi für Integration zuzuerkennen, gedacht? Die Süddeutsche Zeitung spekulierte, es sei darum gegangen, Zuschauer zu erreichen, die anders nicht erreicht werden konnten. Zwar scheint das funktioniert zu haben, der daraus resultierende Proteststurm jedoch „dürfte die Veranstalter überrollt haben“. Terre des Femmes und der Deutsche Lesben- und Schwulenverband kritisierten die Preisvergabe an Bushido schon im Vorfeld öffentlich, Politiker wie Thorsten Schäfer-Gümbel oder Claudia Roth schlossen sich dem an. 
Auch während der Veranstaltung gab es Kritik. In seiner Dankesrede sagte Peter Plate, der Sänger von Rosenstolz, dass er sich freuen wolle, aber dass er „morgen auch noch in den Spiegel schauen können“ wolle und fügte hinzu: „Es ist sehr wichtig, dass wir einander Chancen geben auf dieser Welt. Aber jemanden, der frauenfeindliche, menschenverachtende Texte gesungen hat, so einen Musiker auszuzeichnen, finde ich nicht korrekt.“ Bushido meinte in seiner Dankesrede, dass er sicherlich nicht mehr sagen werde, was er zehn Jahre zuvor gesagt habe. Nicht aus Angst, er wisse, dass ihm niemand etwas anhaben könne und ihn störe die Kritik nicht weiter. Er habe begriffen, dass seine damaligen Aussagen falsch seien. Und er forderte eine zweite Chance für sich ein. 
Wenige Tage nach der Verleihung gab Heino aus Protest gegen den Bambi für Bushido seinen Bambi von 1990 zurück mit den Worten „Ich bin zutiefst empört, dass man einem gewalttätigen Kriminellen wie Bushido den Bambi verleiht. Mit diesem Mann möchte ich nicht auf eine Stufe gestellt werden.“ Bei der Bambi-Verleihung hatte Peter Maffay als Laudator Bushido verteidigt und immer wieder darauf hingewiesen, dass Bushido eine zweite Chance verdient habe. Weniger als einen Monat später kündigte er aber die Zusammenarbeit auf. Er meinte dazu, Bushido habe seinen Worten keine Taten folgen lassen.

## Kritiken
Verena Wolff von der Süddeutschen Zeitung fand den Abend einfach lang, einerseits ganz objektiv wegen der langen Reden von Laudatoren und Gewinnern, andererseits aber auch wegen der vielen B- und C-Prominenten, deren Preise nicht interessant seien. Tatsächlich freute sie sich über den Bambi an Bushido, „dieses kleine Skandälchen,“ das „immerhin für den einzigen Spannungsmoment des Abends“ gesorgt habe. Sie fand auch den jährlichen Bambi an Johannes Heesters peinlich. Sie lobte die klaren Worte von Peter Plate gegen Bushido und beanstandete Bushidos verworrene Antwort.
Christian Buß meinte, Burda habe sich über den durch die Proteste gegen Bushido verursachten Anstieg der Zuschauerzahlen gefreut. Als das „eigentliche Problem“ machte er den Versuch aus, der Verleihung Sinn zu geben. Dazu habe man sich „über die Jahre immer neue, immer willkürlichere Kategorien ausgedacht.“ Die bizarrste davon, so findet er, sei, dass Johannes Heesters „seit geraumer Zeit“ Bambis dafür bekomme, dass er „so ein tierisch alter Greis“ sei. Am Ende weist er darauf hin, dass es wieder einen Umweltpreis gegeben habe. Für „den Trainer des Fernseh-Delfins ‚Flipper‘.“
Thomas Lückerath kritisiert in Medienmagazin.de nicht die Verleihung der Preise, sondern die Auswahl der Preisträger. Der „Verleihung als Veranstaltung“ will er ihren Wert nicht absprechen, „[n]ur der Preis ist wertlos geworden durch alberne und eilig erfundene Kategorien, die jegliche Ehrung ehrlicher Leistungen entwerten.“ Und gerade für US-Stars gelte „auch in diesem Jahr: Einen Bambi gewinnt wer Zeit hat.“ So könne er über einen Bambi für Bushido lachen. Die Begründung findet er allerdings „im Zusammenhang mit einem Blick auf die Karriere von Bushido so perfide, dass man die Augen nicht verschließen“ könne. Dies vertieft er und schließt dann mit der Frage „Herr Hubert Burda, halten Sie Hass und Diskriminierung wirklich für preiswürdig?“
Imre Grimm rief in der Hannoverschen Allgemeinen Zeitung gar dazu auf, nicht nur den Bambi, sondern auch die anderen Medienpreise wie die Goldene Kamera oder den Deutschen Fernsehpreis endlich abzuschaffen. All diese Preise „wirken wie aus der Zeit gefallen, versackt in der Irrelevanz“. Als Hauptgründe führt er die schwache Moderation an (Beispiel Katharina Witt und Tom Bartels bei der Bambi-Verleihung 2009 und das Moderationsexperiment in den beiden Folgejahren), die immer gleichen Preisträger oder „Unnötige ‚Skandale‘“ wie den „kalkuliert ‚umstrittenen‘ Preis an einen (Ex?)-Frauenfeind und Schwulenhasser“ Bushido. Zudem die willkürlichen Kategorien (Beispiel Johannes Heesters, wobei er sagt, Ältester Schauspieler und Entertainer der Welt sei eine offizielle Kategorie), gesunkene Relevanz und die konservative Machart, was er damit begründet, dass Werner Kimmig bereits seit 22 Jahren den Bambi und auch den Fernsehpreis produziere. Resigniert schließt er, dass es einfach so weitergehen würde.

## Preisträger

### Comeback
Rosenstolz

 Laudatio: Andrea Sawatzki

### Ehren-Bambi
Johannes Heesters

### Entertainment
Justin Bieber

 Laudatio: Gwyneth Paltrow

### Film International
Gwyneth Paltrow

 Laudatio: Armin Rohde

### Film National
Simon Verhoeven, Til Schweiger, Florian David Fitz, Justus von Dohnányi, Wotan Wilke Möhring, Maxim Mehmet, Christian Ulmen, Nadja Uhl und Jana Pallaske für Männerherzen … und die ganz ganz große Liebe

 Laudatio: Franziska Knuppe und Eva Padberg

### Integration
Bushido

 Laudatio: Peter Maffay

### Lebenswerk
Ruth Maria Kubitschek

 Laudatio: Axel Milberg

### Millennium
Helmut Schmidt

 Laudatio: Sandra Maischberger

### Newcomer
Tim Bendzko

 Laudatio: Collien Ulmen-Fernandes

### Pop International
Lady Gaga

 Laudatio: Karl Lagerfeld

### Publikums-Bambi
David Rott, Ulrich Noethen und Christian Berkel für Der Mann mit dem Fagott

 Laudatio: Sky du Mont

### Schauspieler National
Matthias Brandt für Polizeiruf 110

 Laudatio: Veronica Ferres
Alexander Fehling für Goethe!
Richy Müller für Tatort (Stuttgart)

### Schauspielerin National
Jeanette Hain für Poll

 Laudatio: Florian David Fitz
Katja Riemann für Die fremde Familie
Katja Flint für Der verlorene Sohn

### Sonderpreis der Jury
Ralf Rönckendorf

 Laudatio: Johannes B. Kerner

### Stille Helden
Birgit Martschin, Stefan Bruhn und Leines Gaworski

 Laudatio: Patricia Riekel

### Talent
Sarah Pisek

 Laudatio: Der Graf

### TV-Event des Jahres
Thomas Gottschalk für die Wetten, dass..? Sendung aus Mallorca

 Laudatio: Ilka Bessin

### Unsere Erde
Ric O’Barry

 Laudatio: Judith Rakers